# Орель, Екатерина Александровна
Екатерина Александровна Орель (настоящая фамилия Иванова; 1887 — 1935) — русская оперная певица и артистка оперетты (лирико-колоратурное сопрано).
Пела на нескольких петербургских сценах (Итальянская опера, 1903; Народный дом Николая II, 1906—1908; Новая опера, 1910—1911), в Москве в Театре Солодовникова (1905—1906), а также в различных провинциальных театрах: в Кисловодске (антреприза Виктора Форкатти, 1904), Тифлисе (1904—1905), Харькове (1905), Киеве (1912—1913), Екатеринославе (1913). К лучшим партиям Орель относились Антонида в «Жизни за царя» Глинки и Волхова в «Садко» Римского-Корсакова.
Оставила несколько записей — в частности, каватину Лючии из «Лючии ди Ламмермур» Гаэтано Доницетти и финальный квартет из «Евгения Онегина» Чайковского (с Николаем Большаковым, Леонидом Савранским и Ниной Паниной).